# 탕가니카주

탕가니카 주의 위치

탕가니카주(프랑스어: Tanganyika)는 콩고 민주 공화국 남동부에 위치한 주로 주도는 칼레미이며 면적은 134,940km2, 인구는 2,482,001명(2005년 기준), 인구 밀도는 18명/km2이다.
2006년에 개정되어 2015년에 시행된 콩고 민주 공화국 헌법에 따라 카탕가 주에서 분리되어 신설되었다. 남쪽으로는 오트카탕가 주, 남서쪽으로는 오트로마미 주, 북서쪽으로는 로마미 주, 북쪽으로는 마니에마 주, 남키부 주, 동쪽으로는 탕가니카호와 접하며 남동쪽으로는 잠비아와 국경을 접한다.